# Rungis
Rungis este un orășel francez, situat în cantonul Chevilly-Larue, arondismentul L'Haÿ-les-Roses, departamentul Val-de-Marne, în regiunea Île-de-France, Franța.
Primarul actual al orășelului Rungis, ales pe perioada 2014-2020 este domnul Raymond Charresson.

## Geografie
Rungis este un mic oraș, întrucâtva nou. Este poziționat ideal, la 7 kilometri la Sud de Paris și la doar 2 kilometri de Aeroportul Paris-Orly, la confluența autostrăzii A 6 cu drumul național (francez) RN 7. Orașul e deservit de o gară a R.E.R. C - Rungis-La Fraternelle. Liniile de autobuze 396, 131 și TVM (Trans - Val-de-Marne) deservesc și ele orașul.
- Cod poștal: 94150

## Economie
La Rungis se află cea mai mare piață de gros din Europa.